# Жужелица Шевролата
Жужелица Шевролата (лат. Parazuphium chevrolati) — жук из семейства жужелиц. Один из 13 видов рода в Палеарктике. Видовое название дано в честь французского энтомолога Огюста Шевролата (фр. Louis Alexandre Auguste Chevrolat, 1799—1884).

## Описание
Жуки с длиной тела 5-7 мм. Тело очень сплющенное. Окраска рыжая. Виски головы длинные, относительно выпуклые. Надкрылья на своей вершине прямолинейно обрубленные, не закрывают собой вершину брюшка.

## Ареал
Средиземноморский вид, который распространен в Южной Европе, на юге Средней Европы (Словакия, Венгрия, Чехия, Болгария), на Украине (Одесская область), степной Крым, в Турции, республиках Закавказья и в Туркмении.

## Биология
Жуки обитают в подстилке, под большими камнями, иногда встречаются приморских участках и солончаках. Жуки встречаются в июне. Хищник. Вероятно, зимует имаго.

## Замечания по охране
Вид занесён в Красную книгу Украины, как редкий вид.